# Prekajsko jezero
Prekajsko jezero je umjetno jezero u Bosni i Hercegovini, na rijeci Uncu, na području općine Drvar.
Prekajsko jezero ili jezero Župica nastalo je izgradnjom brane na rijeci Unac 17 kilometara uzvodno od Drvara u mjestu Prekaja kod sela Župica. To je napravljeno u drugoj polovici 20.stoljeća u svrhu akumuliranja vode za potrebe industrije u Drvaru - proizvodnje celuloze i papira. IGašenjem dijela tvornice, odn. proizvodnje celuloze, prestala je potreba za njegovom prvobitnom namjenom. Izgradnjom ove brane, visoke 24,74 m i širine 692 m, također se uspješno doprinijelo regulaciji vodenih tokova u ovome kraju, posebno u slučajevima naglih i visokih voda. Danas se koristi u svrhu rekreativnog turizma, ali nema izgrađene infrastrukture. 
Prekajsko jezero ima površinu od 2 km2.
Jezero je poribljeno. Vrste riba koje se nalaze u jezeru su šaran i klen, iako ima i drugih ali su zastupljene u manjem broju.
Do njega se dolazi iz Drvara cestom. 